# 乔相记
乔相记（1963年2月—）河北省任县人，中国人民解放军空军中将。现任南部战区副司令员兼南部战区空军司令员。

## 生平
1963年2月生于河北省任县，1979年7月入伍，历任飞行员、飞行中队长、飞行大队长、副团长、团长、副处长、处长、航空兵30师师长。2013年12月任空军参谋长助理。2014年12月任空军福州指挥所司令员。曾先后在中国人民解放军空军指挥学院战役指挥班、俄罗斯空军军事学院高级研修班接受培训，2011年被中国人民解放军空军评为师团长标兵，2012年被中国人民解放军空军表彰为廉政勤政师团领导干部，曾多次参加全军、总部、空军组织的实兵演习演练。2016年，调任中国人民解放军北部战区空军副司令员。2020年4月，升任西部战区副司令员。2023年2月，调任南部战区空军司令员。
2014年12月晋升空军少将军衔。2020年4月晋升空军中将军衔。